# Cudzynowice (stacja kolejowa)
Cudzynowice – dawna węzłowa stacja kolejowa w Cudzynowicach, w gminie Kazimierza Wielka, w powiecie kazimierskim, w województwie świętokrzyskim, w Polsce, położona na linii wąskotorowej z Charsznicy do Kocmyrzowa i linii wąskotorowej z Umianowic.